# The Prisoner
The Prisoner ("Fången") är en brittisk TV-serie från 1967–1968, skapad av Patrick McGoohan och George Markstein och med McGoohan i huvudrollen. Den handlar om en brittisk underrättelseagent som blir bortrövad efter att ha sagt upp sig från sitt jobb. Han förs till en mystisk och isolerad by där han utsätts för psykologiska experiment. I byn bor hundratals människor som saknar namn och endast är kända som nummer; huvudpersonen blir känd som nummer sex.
TV-serien är skapad under inflytande från den politiska paranoia som rådde under kalla kriget, 1960-talets motkultur och hippiekultur, och en tilltagande oro inför myndigheters inblandning i privatlivet. Den spelades in i Portmeirion i Wales och gjordes i 17 stycken entimmeslånga avsnitt. Den sändes på ITV i Storbritannien från den 1 oktober 1967 till den 4 februari 1968. Den blev ett fenomen och har levt kvar som en referenspunkt i den brittiska populärkulturen.

## Medverkande
- Patrick McGoohan som nummer sex
- Leo McKern som nummer två
- Colin Gordon som nummer två
- Eric Portman som nummer två
- Peter Wyngarde som nummer två
- Patrick Cargill som nummer två
- Alexis Kanner som nummer 48
- Kenneth Griffith som Schnipps/presidenten
- Angelo Muscat som butlern
- Peter Swanwick som förmannen
- Frederick Piper som amiralen